# Les Bijoux (bande dessinée)
Pour les articles homonymes, voir Les Bijoux.
Les Bijoux (레비쥬, Re Bijyu) est un sunjung manhwa de Park Sang Sun et Jo Eun-ha. La série prépubliée dans le magazine Issue comporte 5 tomes terminée en Corée du Sud et édités par Daiwon en 2000 - 2001. L'œuvre est publiée en français aux éditions Saphira (2004-2005).

## Histoire
Dans un monde de castes où les mines font la richesse des différents royaumes, Lapis est tout en bas de l’échelle. Fils d’un nain et d’une bossue, l’adolescent est mis à l’écart à cause de la couleur sombre de sa peau. Il a aussi une autre triste particularité : parfois garçon, parfois fille, il n’arrive pas à contrôler ses métamorphoses, même si elles lui permettent parfois de se tirer de situations peu enviables Mais ses parents le lui ont promis : quand ils auront réuni les 12 genres de pierres précieuses, que son père dérobe à la mine où il travaille, tout changera et ils partiront. Hélas, le jour de son quinzième anniversaire, celui où son père devait ramener la douzième pierre, il rentre chez lui pour ne trouver que les cadavres de ses parents, tués d’une horrible manière. Le coupable est facile à identifier : c’est le Seigneur Diamond, qui a droit de vie et de mort sur ses sujets, et ses hommes de main. Ceux-ci étaient à la recherche de la belle Lazuli, la forme féminine de Lapis. Privé de tout espoir et de tout amour, celui-ci n’a plus qu’une idée en tête : se venger.

## Commentaire
Les noms du personnage principal renvoient à une pierre ornementale, le lapis-lazuli.